# Gurlaine Kaur Garcha
Gurlaine Kaur Garcha (* 20. September 1993 in Luton) ist eine britische Schauspielerin.

## Leben und Karriere
Garcha wurde am 20. September 1993 in Luton geboren. Ihre Eltern stammen aus Kenia. Sie besuchte die St George's School in Harpenden.
Sie begann ihre Schauspielkarriere im Alter von 15 Jahren mit dem Kurzfilm Counter Punch. 2012 trat sie jeweils in einer Folge in Holby City und in Doctors. 2019 spielte sie in dem Film Days of the Bagnold Summer. Von 2019 bis 2023 war Garcha in der Serie EastEnders als Dr. Ashneet "Ash" Panesar zu sehen.

## Filmografie
Filme
- 2011: Counter Punch
- 2016: Liv
- 2019: Daughter
- 2019: Days of the Bagnold Summer

Serien
- 2012: Holby City
- 2012: Doctors
- 2019–2023: EastEnders